# Metallum Nostrum
Metallum Nostrum è un album di cover del gruppo power metal tedesco Powerwolf. Originariamente pubblicato come disco bonus di Blessed & Possessed, è stato ripubblicato l'11 gennaio 2019 come disco a sé.

## Tracce
1. Touch of Evil (cover dei Judas Priest) – 5:40
2. Conquistadores (cover dei Running Wild) – 4:45
3. Edge of Thorns (cover dei Savatage) – 6:00
4. Power and Glory (cover dei Chroming Rose) – 4:54
5. Out in the Fields (cover dei Gary Moore) – 4:16
6. Shot in the Dark (cover di Ozzy Osbourne) – 4:11
7. Gods of War Arise (cover degli Amon Amarth) – 5:53
8. The Evil That Men Do (cover degli Iron Maiden) – 4:31
9. Headless Cross (cover dei Black Sabbath) – 6:09
10. Night Crawler (cover dei Judas Priest) – 5:42

Durata totale: 52:01